# Leucitbasalt
Leucitbasalt är en basalt som innehåller leucit, och kallas om den även innehåller olivin leucitbasanit men om olivin saknas leucittefrit eller leucitit.